# ブライス・ジェームズ
ブライス・マキシマス・ジェームズ（Bryce Maximus James, 2007年6月14日 - ）は、アメリカ合衆国オハイオ州クリーブランド出身のバスケットボール選手。ポジションはシューティングガード。父はNBA選手のレブロン・ジェームズで、兄のブロニー・ジェームズもバスケットボール選手。

## 経歴

### ハイスクール
兄ブロニーと同じシエラ・キャニオンスクールへ進学し、2年間プレーした後にキャンベルホール・スクールへ転校した。
2022年には、父レブロンと同じクラッチスポーツと契約した。